# Манили
Мани́ли — село в Україні, у Валківській міській громаді Богодухівського району Харківської області. Населення становить 21 осіб. До 2020 орган місцевого самоврядування — Минківська сільська рада.

## Географія
Село Манили знаходиться на відстані 1 км від сіл Мірошники і Велика Кадигробівка.

## Історія
12 червня 2020 року, розпорядженням Кабінету Міністрів України № 725-р «Про визначення адміністративних центрів та затвердження територій територіальних громад Харківської області», увійшло до складу Валківської міської громади.
19 липня 2020 року, в результаті адміністративно-територіальної реформи та ліквідації Валківського району, село увійшло до складу Богодухівського району.

## Відомі люди
Уродженцами села є:
- Манойло Микола Федорович (1927—1998) — український оперний співак.
- Онопченко Микола Маркович (1920—1998) — льотчик-винищувач, Герой Радянського Союзу.